# Saint-André-le-Gaz
Saint-André-le-Gaz é uma comuna francesa na região administrativa de Auvérnia-Ródano-Alpes, no departamento de Isère. Estende-se por uma área de 8,89 km². Em 2010 a comuna tinha 2 924 habitantes (densidade: 328,9 hab./km²).